# 比什努·普拉萨德·波德尔
比什努·普拉萨德·波德尔（1959年11月20日—）是尼泊尔的一个政治家。出生于希昂贾。曾任尼泊尔共产党 (2018年)总书记以及尼泊尔政府多个部门的部长。现任尼泊尔共产党（联合马列）副主席、尼泊尔副总理、众议院议员。